# Конструкторско-технологический институт научного приборостроения СО РАН
Конструкторско-технологический институт научного приборостроения СО РАН — один из институтов Новосибирского научного центра Сибирского Отделения Российской Академии Наук. Расположен в Новосибирске. Основан в 1962 году.

## Общие сведения
Основными направлениями научной деятельности института являются лазерные технологии и прецизионные системы высокого разрешения (технологии синтеза дифракционных оптических элементов и аппаратуры их контроля, разработка теоретических и практических основ прецизионных устройств и систем для микронных, субмикронных и нанотехнологий), интеллектуальные проблемно-ориентированные системы неразрушающего контроля (цифровые рентгеновские системы неразрушающего контроля, исследование новых физических принципов обнаружения алмазов в руде и разработка методов и устройств для их извлечения и сортировки), системы технического зрения, оптика трехмерных объектов, измерительные технологии.

## История
Институт был основан в 1962 году в составе ИХКиГ СО АН СССР в качестве Специального конструкторского бюро научного приборостроения (СКБ НП). В 1968—1972 годах входил в состав СКБ НП Институту автоматики и электрометрии. В 1991 году СКБ НП преобразован в Конструкторско-технологический Институт научного приборостроения СО АН СССР (СО РАН).

## Структура
По состоянию на конец 2013 года в состав института входят следующие конструкторско-технологические подразделения:
- Отраслевая научно-исследовательская лаборатория технического зрения (ОНИЛТЗ,  создана в 1987 году), заведующий лабораторией — Юрий Чугуй;
- Лаборатория оптических измерительных систем (ЛОИС,  создана в 2000 году), и. о. зав. лабораторией — к. ф.-м.н. А. К. Поташников;
- Лаборатория наноаэрозолей (ЛНА, создана в 2012 году), зав. лабораторией — д.ф-м.н. М.П. Анисимов;
- Лаборатория лазерных прецизионных систем (ЛЛПС, создана в 1990 году), зав. лабораторией — д.т. н. В. П. Kирьянов[6];
- Лаборатория лазерных промышленных технологий (ЛЛПТ, создана в 1995 году), зав. лабораторией — А. Г. Верхогляд[7];
- Опытное производство (ОП; включает участки механический, слесарный, сварочный, термический, радиомонтажный, гальванический и малярный)[8];
- Центр коллективного пользования по стандартизации СО РАН[9];
- Испытательно-техническая лаборатория (ИТЛ);

## Дирекция
- Директор — Завьялов Пётр Сергеевич, кандидат технических наук[5];
- Заместитель директора по научной работе — Куропятник Игорь Николаевич, кандидат физико-математических наук;
- Заместитель директора по общим вопросам — Штылёв Владимир Николаевич.